# Love & Mercy
Love & Mercy ist eine US-amerikanische Filmbiografie über Brian Wilson (The Beach Boys) von Bill Pohlad. Der Film hatte 2014 auf dem Toronto International Film Festival Premiere. Benannt ist er nach dem gleichnamigen Song von Brian Wilson aus dem Jahr 1988.

## Handlung
Kalifornien in den 1960er-Jahren: Der junge geniale Songwriter Brian Wilson ist mitten in einer äußerst erfolgreichen Karriere. Mit seiner Band The Beach Boys hat er bereits einige Hits gelandet. Nach einer Panikattacke weigert er sich jedoch, auf Tournee zu gehen, und zieht sich ins Studio zurück, um das „größte Album aller Zeiten“ aufzunehmen: Pet Sounds. Währenddessen hört er immer lautere Stimmen in seinem Kopf.
Später, in den 1980er-Jahren, wird ein mittelalter Brian Wilson porträtiert: Ein gebrochener, verwirrter Mann unter der Obhut des Therapeuten Dr. Eugene Landy, der, wie sich bald zeigt, Wilson zu dessen Nachteil manipuliert. Wilson trifft auf die Autoverkäuferin Melinda Ledbetter, die beiden verlieben sich, und sie rettet ihn vor Landy.

## Synchronisation
Die deutsche Synchronisation des Filmes übernahm Intereuropa Film unter der Dialogregie von Stefan Fredrich, welcher auch für das Dialogbuch verantwortlich war.
| Darsteller       | Rolle             | Deutsche Synchronstimme |
| ---------------- | ----------------- | ----------------------- |
| John Cusack      | Brian Wilson alt  | Andreas Fröhlich        |
| Paul Dano        | Brian Wilson jung | Timmo Niesner           |
| Elizabeth Banks  | Melinda Ledbetter | Cathlen Gawlich         |
| Paul Giamatti    | Dr. Eugene Landy  | Lutz Schnell            |
| Jake Abel        | Mike Love         | Roland Wolf             |
| Bill Camp        | Murry Wilson      | Matthias Klages         |
| Brett Davern     | Carl Wilson       | David Turba             |
| Kenny Wormald    | Dennis Wilson     | Patrick Baehr           |
| Erin Darke       | Marilyn Wilson    | Friederike Walke        |
| Mark Linett      | Chuck Britz       | Uwe Jellinek            |
| Johnny Sneed     | Hal Blaine        | Peter Flechtner         |
| Teresa Cowles    | Carol Kaye        | Lina Rabea Mohr         |
| Graham Rogers    | Al Jardine        | Amadeus Strobl          |
| Max Schneider    | Van Dyke Parks    | Konrad Bösherz          |
| Diana-Maria Riva | Gloria            | Isabel Fernández Casas  |

## Kritik
Love & Mercy erhält bei Rotten Tomatoes zu 89 % positive Bewertungen. Im Kritikerkonsens heißt es, der Film sei „unkonventionell und sperrig, wie auch das Leben und Vermächtnis Wilsons“. („As unconventional and unwieldy as the life and legacy it honors […]“) Der Filmdienst meinte, das biografische Drama verdichte „den Absturz des Musikers mit einer brillanten Tonspur sowie grandiosen Schauspielern zu einem Porträt, das als sensible Inszenierung einer beschädigten Künstlerpsyche“ überzeuge. Störend seien jedoch „die mangelnde Distanz zum realen Ehepaar Wilson/Ledbetter und die parteiische Darstellung des Konflikts mit Landy“.